# 巨津州
巨津州，元明時期雲南麗江府的一個州，領縣一曰臨西縣。

## 沿革
- 元至元十五年置巨津州，隸麗江路[1]
- 明代屬麗江府[2]